# Casacce

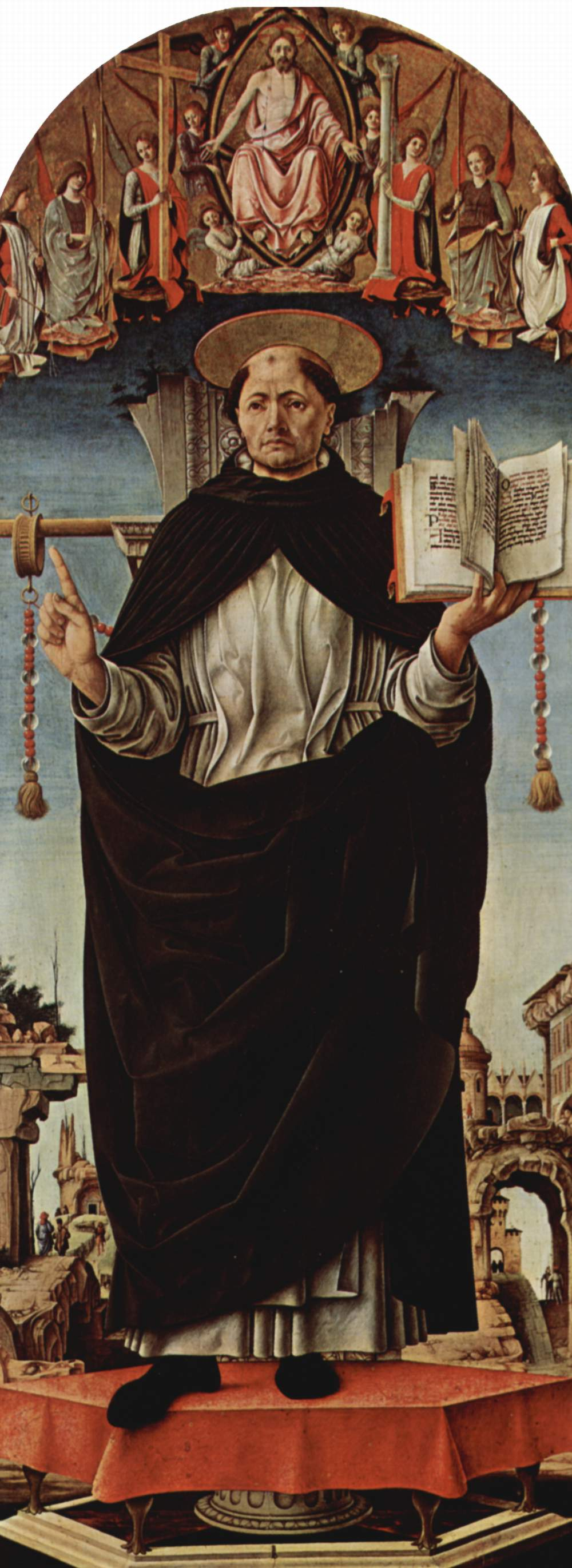
Il predicatore domenicano san Vincenzo Ferreri in un dipinto di Francesco del Cossa

Casacce - o Casacce de' disciplinanti - è il nome dato alle antiche e radicate confraternite della Liguria, situate essenzialmente a Genova o in aree geografiche sotto l'influenza della Repubblica di Genova e anche solo in 2 province dell'Argentina (grazie ai migranti genovesi). 
Tali associazioni nascono come confraternite cattoliche, che come prassi normale hanno sede fisse in un oratorio dedicato al Santo a cui è dedicata anche la confraternita. Nate dai battuti per rivivere la Passione di Cristo, si è introdotto e consolidato nel corso dei secoli la tradizione del cristezante, cioè coloro che sono atti a portare il crocifisso durante le processioni a cui la confraternita partecipa.

## Nomenclatura

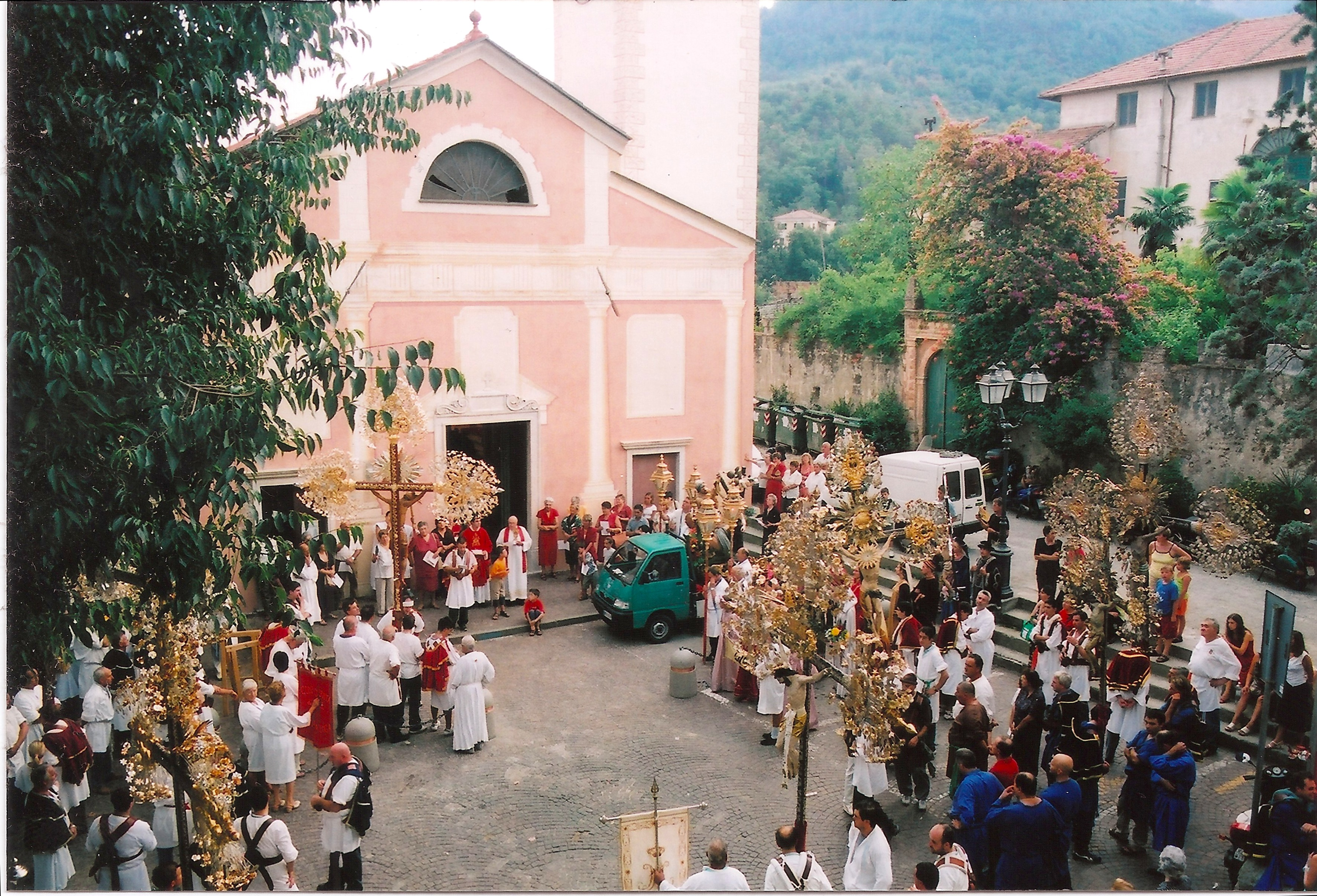
Festa di San Bartolomeo nel 2003 a Lusignano

Il termine Casaccia deriva, secondo una versione, dal far casaccia, ovvero unire le confraternite: gli appartenenti, in sostanza, accomunavano sotto un unico santo protettore la Casata o il Sestiere di appartenenza. Secondo un'altra versione, il nome deriva dal fatto che i primi confratelli si radunavano in baracche di legno o strutture diroccate, dette casasse (grosse case), tuttavia risulta improbabile visto che si sa per certo che le prime confraternite si riunivano in cappelle all'interno di chiese o conventi, oltre al fatto che il termine appare per la prima volta alla metà del XVI secolo, periodo in cui le confraternite fanno casa.
Il termine si trova per la prima volta nel contratto per la realizzazione della cassa processionale di San Zita del 1561, latinizzato in cazacia.
Sono organismi laici con una sede propria, l'oratorio e la loro esistenza è testimoniata negli atti della Società Ligure di Storia Patria. Molto spesso i suoi aderenti appartengono a gruppi artigiani e, in questo senso, assumevano l'aspetto di una sorta di consorteria in appoggio ad uno specifico gruppo sociale.
È solo dal XV secolo che, divenute autosufficienti sotto l'aspetto economico, le originali confraternite possono usufruire di sedi proprie, costituite in oratori da cui saranno generati gruppi come quello delle Casacce genovesi.

## Storia

### Le origini
Le confraternite, esistenti fin dall'epoca romana, subirono un'evoluzione in epoca carolingia. Nel X secolo alle confraternite appartenevano solo persone di ambito ecclesiastico. Le prime confraternite erano composte dal clero della città, mentre quelle formate da laici si inizia ad avere prove sicure solo nel XII secolo, nel pieno vigore dell'epoca comunale in Italia. A seconda dell'importanza della confraternita si ritrovavano su un altare, o in una cappella, o un oratorio, per compiere le pratiche religiose, sotto la guida di un capo e di un sacerdote. Durante questi incontri spesso venivano lette le sacre scritture in lingua volgare, venivano fatte delle rappresentazioni delle scritture per il popolo. Oltre a queste pratiche religiose i confratelli avevano il compito di assistere gli infermi, il suffragio, di organizzare i funerali dei defunti, la carità verso i poveri e gli stranieri, la raccolta di somme da destinare alle elemosine per gli orfani, per le ragazze senza dote; inoltre facevano assistenza ai condannati a morte ed ai carcerati. Una pratica era quella di raccogliere fondi per poter riscattare i prigionieri di guerra, oppure coloro che venivano catturati durante le incursioni saracene e portati in Africa come schiavi. In quegli anni i confratelli, durante la processione, vivevano la Passione di Cristo in tutti gli aspetti più cruenti. È in quel periodo che si crearono le confraternite dette dei disciplinanti o flagellanti, dette anche dei battuti. Il movimento delle confraternite nacque a Perugia e si diffuse rapidamente in tutta Italia. Durante la processione oltre che a flagellarsi, invocavano anche la misericordia divina. La paura per la prossima apocalisse, del dies irae, quando solo chi avesse scontato tutti i peccati si sarebbe salvato. A Genova si ha prova certa della fondazione della Domus disciplinatorum intitolata a Sant'Antonio fondata nel 1232, nella chiesa di San Domenico (dove oggi è il Teatro Carlo Felice). Anche se la regola della disciplina era già in voga nell'Alto Medioevo, praticata dagli asceti come strumento di mortificazione e penitenza.

### La diffusione
A Genova il fenomeno si evolse rapidamente, grazia all'arrivo della processione partita in Umbria e guidata da Raniero Fasani nel 1260 e subito suscitò curiosità durante le processioni, vestito di sacco, con una disciplina in mano si batteva implorando misericordia e pace, andando per le vie e piazze infervorando tutti a seguirlo. In breve tempo si radunò molta gente disposta al suo pari ad autoflagellarsi. Raniero arrivò a Genova durante il periodo di Natale guidato dal rettore del popolo di Tortona, Sinibaldo degli Opizzoni, appartenente ai fratelli di penitenza. Nella città di Genova si fermò nella chiesa di San Francesco. Ne riporta un racconto dettagliato il Beato Iacopo da Varagine, contemporaneo ai fatti, ed in seguito Arcivescovo di Genova. Narrano le cronache che proprio a Genova ad opera dei disciplinanti, nel 1295 si stabilì una pace alle lotte tra guelfi e ghibellini.
Il Monti nella sua opera "le Confraternite nell'Italia settentrionale" (Venezia 1927) fa riferimento alla Confraternita dei Battuti di Pietra Ligure come già esistente verso i primi del XIV secolo.
Nel XIV secolo si vede la fondazioni di diverse confraternite quali San Giovanni, San Giacomo di Pre, Santa Caterina, Sant'Antonio. Poco dopo vengono fondate altre: San Bartolomeo, San Giorgio e Santa Croce. Nell'entroterra e sulla costa in quegli anni sorgono San Giacomo di Pino, Santo Stefano di Rivarolo, San Martino di Pegli, Sant'Ambrogio di Voltri e Santissimi Nicolò ed Erasmo di Voltri.
Nel 1399, per il Giubileo del 1400, molti uomini appartenenti al movimento laicale dei bianchi, con indosso una cappa bianca ed incappucciati, passarono per tutta la liguria diretti a Roma. A Genova arrivarono il 5 luglio e per il periodo che stettero nella città, furono ben accolti, ed i genovesi parteciparono alle iniziative proposte da questi. Questi portavano in testa alla processione il crocifisso. All'epoca si registrarono tre miracoli durante questo periodo, la guarigione di uno zoppo, la liberazione di una schiava e la resurrezione di un bambino dopo 3 ore che era morto. Con il loro passaggio nascono anche confraternite a Gavi, Rapallo, Lavagna, Recco e Loano. Nel 1405 l'opera del domenicano Vincenzo Ferreri - assai venerato a Genova - suscitò ulteriori sentimenti di esaltazione nei disciplinanti che si flagellavano durante le sue messe; a pochi anni di distanza le confraternite vennero messe in regola con la Chiesa dal frate francescano Bernardino da Siena.
La separazione dalle chiese e la fondazioni di sedi separate iniziò nel XIV secolo, lentamente assieme alle confraternite anche altri gruppi si unirono agli oratori, andando lentamente a sviluppare la loro realtà attuale.
Nel XIV secolo nacquero le compagnie del Corpo di Cristo e della Misericordia, le seconde per assistere i condannati a morte; sotto l'esempio di queste, sorsero confraternite votate all'assistenza ospedaliera. L'importanza continuò ad aumentare, andando ad essere dei veri e propri centri di potere non direttamente sotto l'autorità vescovile. Le confraternite presero il nome del santo a cui sono state dedicate. In quest'epoca nasce il nome di casacce. Difatti anche la Repubblica di San Giorgio formò la Casaccia ovvero la grande casa che doveva abbracciare le corporazioni di arti e mestieri. Nel 1528 la Repubblica della Superba nominò quattro Sindaci delle Casacce che avevano come compito organizzare le processioni ed i loro itinerari, vigilando su tutto quello succede, evitando che potessero scoppiare disordini, punire gli eventuali abusi. Negli archivi storici della città di Genova esistono resoconti precisi sull'attività dei Sindaci, verbali sulle discussioni riguardo ai percorsi delle processioni, oppure il divieto di poter far entrare cavalli nel Duomo di San Lorenzo, oppure la possibilità che durante le feste le porte della città potessero rimanere aperte per poter far entrare i fedeli in città per i festeggiamenti. Il 9 aprile 1530 quando i quattro sindaci delle casacce emanano il decreto sulle processioni delle casacce, a Genova si contano 21 confraternite distribuite nei quartieri della città, che fino allo sventramento ottocentesco del centro storico genovese, mantengono la loro posizione. Si possono dividere gli oratori in tre contrade Portoria con le Fucine, Castello e Sarzano con la Marina.
Questo sviluppo delle confraternite e della loro funzione sociale, portò al rinnovamento della vita cristiana, difatti nel XVI secolo nacquero nuove confraternite come le compagnie della carità e le compagnie del Divino Amore che fondarono ospedali e ricoveri per i bisognosi. Sempre nello stesso periodo i frati Carmelitani fondarono confraternite del Carmine ma di carattere puramente devozionale, affiancate dagli Eremitani di Sant'Agostino che fondarono quelle della Cintura, i Domenicani fondarono quelle del Rosario, diffuse anche quelle devote al Santissimo Sacramento a cui Papa Paolo III concesse numerose indulgenze e privilegi. Nelle zone rurali per combattere l'usura e poter controllare le sementi, vennero spesso fondate dei Monti di Pietà e del Grano. Nella città di Gavi esistevano le confraternite dei Bianchi, che si occupava del monte del grano, e dei Turchini, che si occupava del monte dei pegni.
Originariamente i confratelli indossavano cappe bianche di materiale povero aperte sulla schiena. Solo nel XVI secolo, con l'affievolirsi del fenomeno della flagellazione, si ebbe un arricchimento delle vesti, con la creazione di tabarini di raso e tessuti preziosi, anche ricamati in oro e argento.
Riguardo ai numeri di queste confraternite, abbiamo dei dettagliati elenchi per quanto riguarda Genova: dal 1480 al 1582 le confraternite erano 134, di cui 70 ancora vive nel Settecento; dal 1582 al 1811 ne furono fondate 124. Molte erano votate al Santissimo Sacramento e al Rosario; famosa fu quella dei 72 apostoli.
Per le confraternite, ora come allora, il momento più importante è senza subbio quello della processione, organizzate per le feste dei propri santi, o per alcune feste particolari, o come pellegrinaggi. Durante questi eventi i confratelli portano le casse processionali i crocifissi, mazze, stendardi, candele. I libri contabili conservati negli oratori ci danno l'esatto riscontro delle spese che venivano fatte per le processioni: candele per illuminare l'oratorio, compenso per la banda musicale, un compenso per i prelati che partecipavano, ed infine un rinfresco, spesso anche molto umile, con solo pane e vino, per chi aveva partecipato alla funzione, anche per le confraternite vicine che avevano voluto unirsi ai festeggiamenti.

### La controriforma
Prima del Concilio di Trento accadeva che nelle confraternite venivano letti testi, come quello dell'Ufficio della Beata Vergine, in lingua volgare, tuttavia la loro traduzione non era sicuramente buona. Nel 1571 Papa Pio V ordinò che si dovessero leggere testi in latino da lui approvati con la bolla Quod a Nobis.
Durante il Concilio di Trento cambio la cultura penitenziale diventando molto più spirituale, veniva imposto di ridimensionare la pratica di flagellarsi, questo provocò un vuoto devozionale. Durante questo periodo, detto della controriforma le confraternite liguri difeso molto la Chiesa ed il suo operato. L'arcivescovo genovese Antonio Sauli 1587 imponeva nuove regole alle confraternite, simili a quelle emanate da San Carlo Borromeo nel 1573, ma con l'aggiunta di qualche capitolo. La mancanza di regole precise per le confraternite era stata una lamentela fatta dal monsignore Bossio. Venne imposto alle confraternite di insegnare la catechesi soprattutto ai giovani. I parroci furono spinti a creare confraternite dove ancora non esistessero. Per l'esattezza nel 1562, durante la sua XXII sessione si parlò delle confraternite, dove si riconfermò la dipendenza spirituale dei vescovi e la jus visitando hospitalia dell'autorità diocesana. Durante il Concilio si decise che la continuità amministrativa, cioè il passaggio di consegne tra le varie amministrazioni, deve avvenire sotto il controllo del parroco. Vennero bandite alcune pratiche che potevano portare a degli eccessi e delle deviazioni, vennero anche bandite le pratiche, consuete ai tempi, di organizzare pranzi e rappresentazioni teatrali negli oratori. Venne resa obbligatoria la partecipazione della confraternita a tutte le processioni. Si accese però un forte dibattito proprio riguardo a queste ultime riguardo alla disposizione, alle insegne da portare ed il modo di vestire. Solo dopo molti anni, nel 1583, Papa Gregorio XIII decisi che il posto più importante lo si deve dare alla più antica, a quella che per prima indossò i sacchi, ribadendo che la partecipazione deve avvenire senza nessuna ostentazione e in maniera totalmente gratuita.
Dopo il 1530 vanno formandosi le arciconfraternite, cioè confraternite facenti parte di una rete di confraternite, che assolvevano a più opere pie ed a più obblighi, nonché godevano di maggiori indulgenze. La maggior parte delle arciconfraternite si trovano a Roma. Solo una confraternita di un posto poteva essere collegata ad un'arciconfraternita, ci doveva essere una buona distanza tra due compagnie perché entrambe si potessero legare alla stessa arciconfraternita. Il Papa Clemente VIII comandò che per ottenere l'aggregazione si dovette presentare statuti e una lettera del vescovo provante l'erezione canonica.
La Repubblica di Genova dovette scendere in campo per difendere i confratelli durante le processioni: succedeva ad esempio che quando il giovedì Santo percorrevano il vico del Filo, questi venivano sottoposti a scherno e molestie; si dovette ordinare la chiusura di quei negozi, oppure evitare la flagellazione e la processione. Inoltre esisteva molto forte la rivalità tra le confraternite, spesso in sfida per chi organizzava le feste più ricche, o il crocifisso più ornato, ancora per chi dovesse tenere il posto più importante durante la processione.
Le confraternite più popolari erano quelle di devozione alla Vergine Maria, di cui si invocava l'aiuto contro la peste e gli eretici, oltre che il sostegno durante la processione per incoraggiarsi alla penitenza corporale. Nel 1571 si ebbe una notevole diffusione del culto di Maria, quando Papa Pio V le associò la vittoria di Lepanto da parte della Lega Santa contro i Turchi.

### Dal XVII al XVIII

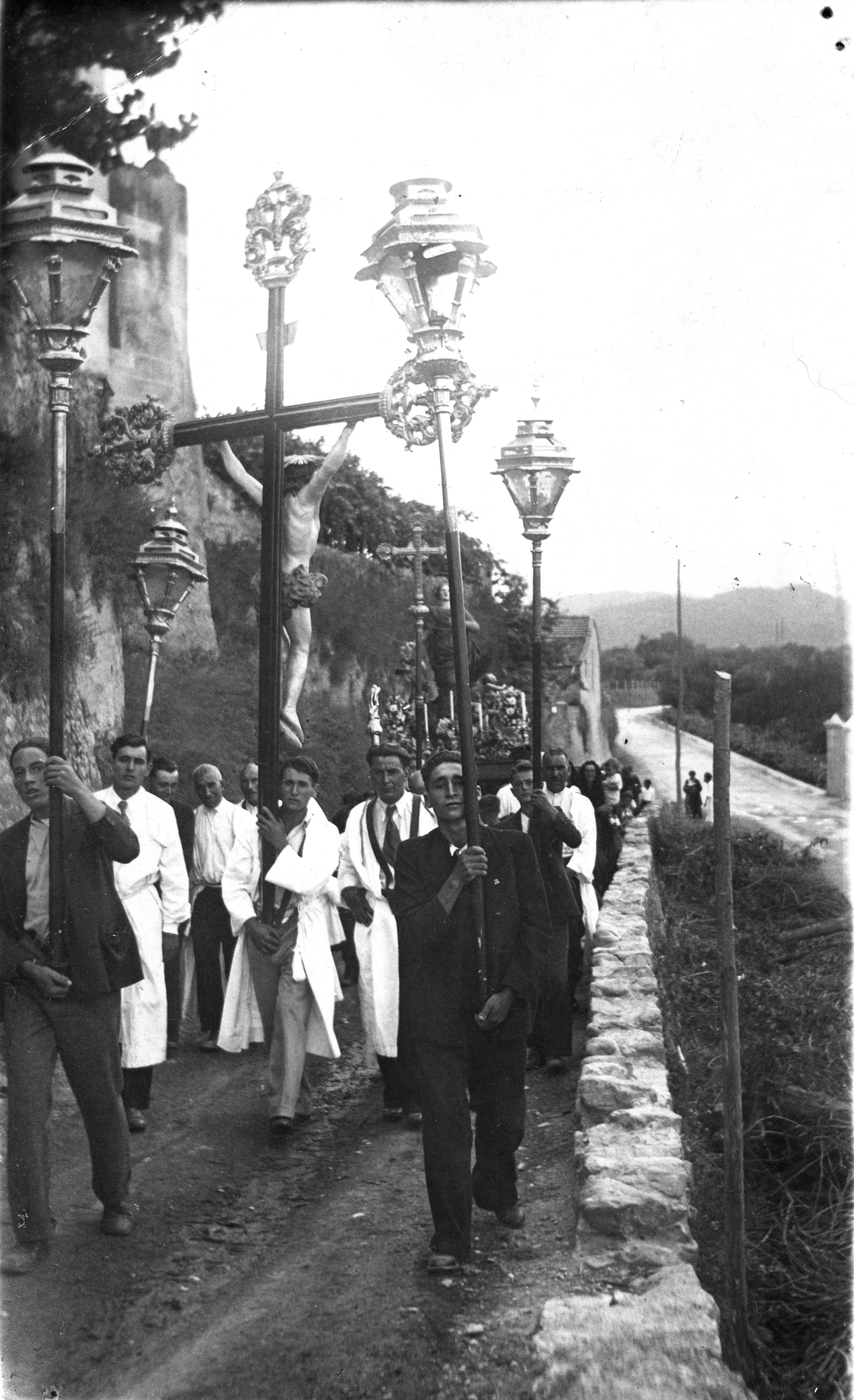
Processione della casaccia di Lusignano ad inizio Novecento

Come nei secoli precedenti, anche in questi due secoli si ebbe una grande fioritura delle confraternite, con alti numeri di iscritti e di fondazioni. Si svilupparono le confraternite elitarie, quelle di più antica fondazione, mentre le nuove erano più popolari e aperte.
Nel Seicento si ebbe un notevole impegno da parte dell'autorità vescovile ad aumentare il controllo sulle confraternite. Non molte confraternite furono disposte alla revisione dei propri statuti e ne chiesero l'approvazione da parte delle autorità ecclesiastiche; più efficace fu il controllo sulle nuove confraternite, che non si volle venissero ad istituirsi nella stessa zona, soprattutto se simili. Il 7 dicembre 1604 Papa Clemente VIII emanò la bolla Quaecumque, il più forte atto di controllo episcopale: tutte le associazioni dovevano sottomettersi al controllo dell'autorità vescovile, nessuna poteva nascere senza il nulla osta dell'autorità ecclesiastica e senza sottomettersi alla disciplina, inoltre nessuna confraternita poteva unirsi ad un'arciconfraternita senza l'autorizzazione episcopale.
In questo periodo si ha il consolidarsi delle confraternite e della loro funzione sociale, difatti ricevevano beni, terreni, facevano questue, organizzavano messe in suffragio dei defunti. Tuttavia accadeva che invece di seguire i criteri di onestà ed umiltà, nonché avere un impegno continuo nell'organizzare le processioni e le feste, la situazione decadeva in disordini, risse, ubriachezza ed atti di disonestà. Difatti le casacce genovesi diventano luogo di élite sociale, diventando in molte realtà controparte ed ostacolo all'attività di guida dei parroci e dei vescovi, proprio nel momento in cui dopo la controriforma si cercava di riaccentrare il potere attorno alle chiese.
I missionari fondavano spesso confraternite come opera di evangelizzazione, donando tutti i paramenti e i beni necessari perché queste potessero sorgere.
I cosiddetti principi riformatori furono tra i primi avversari delle confraternite, infatti questi decisero di intervenire nell'attività di beneficenza di cui essi gedevano a favore delle autorità statali.
A Genova ebbero un ruolo importantissimo durante la rivolta dei Viva Maria contro il governo anti-clericale e filofrancese, ufficialmente in difesa della patria, delle Cose Sacre di essa. Difatti furono proprio le classi più basse e turbolente della popolazione, cioè i camalli appartenenti alle casacce, che partirono da Portoria ed attaccarono i giacobini: inizialmente ebbero la meglio, ma non riuscirono a far cadere il governo oligarchico e in poco tempo la ribellione fu sopita.
Dopo la rivolta dei Viva Maria, il nuovo regime che si instaurò non vide di buon occhio le casacce, considerate simbolo dell'Ancien Régime. La nuova Repubblica Ligure iniziò a limitare l'operazione degli oratori, che spesso disperdettero i loro beni.

### Il XIX secolo

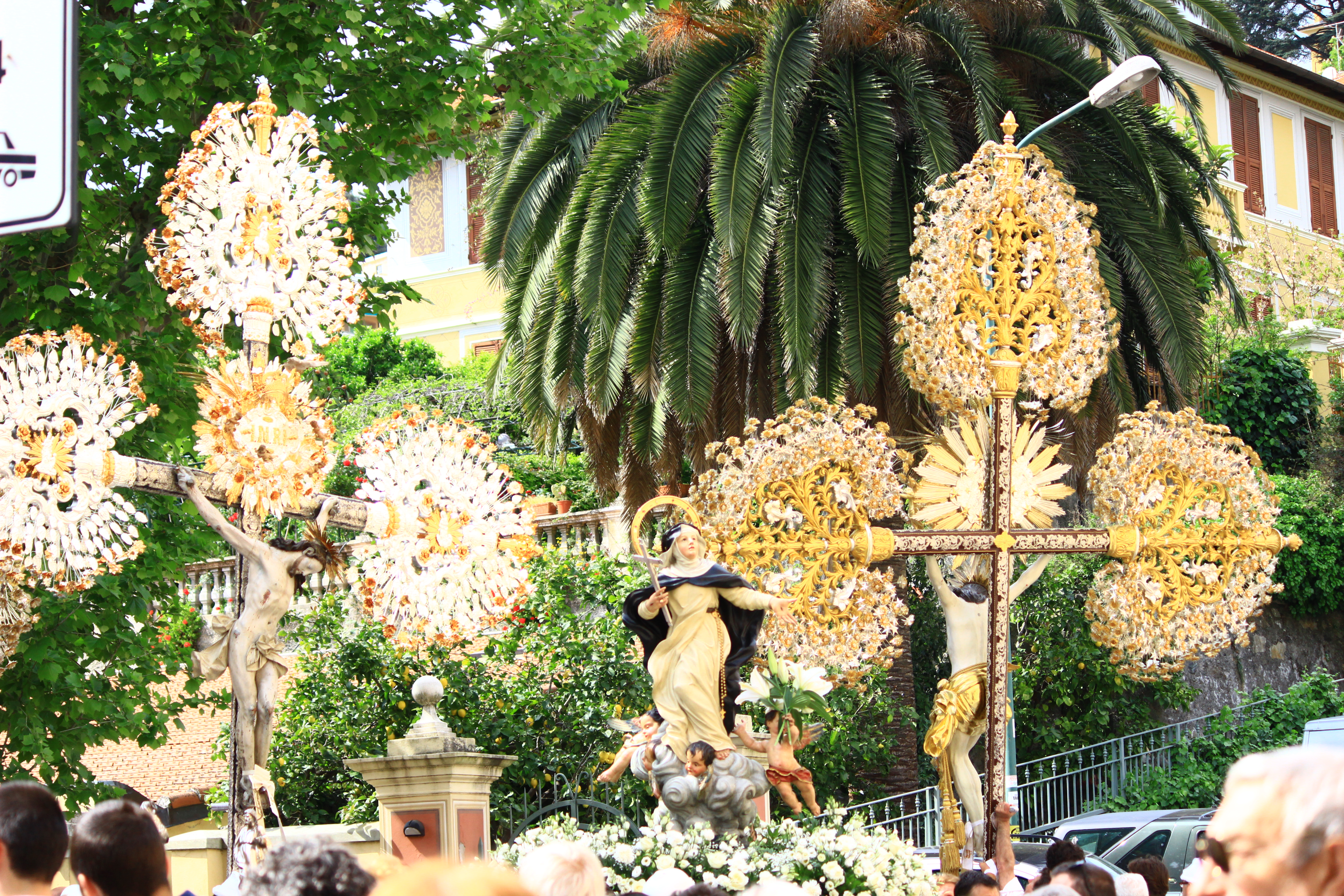
Processione in onore di Santa Caterina da Siena a Varazze nel 2015 con i crocifissi dell'oratorio di San Bartolomeo di Varazze

Con la Rivoluzione francese si apre un periodo buio per le casacce genovesi, difatti nel 1788 il Direttorio legislativo della Repubblica Ligure ordinò la requisizione dei preziosi di proprietà di Chiese, Conventi ed Oratori. Però nel 1811 il governo Napoleonico decise di sopprimere le confraternite unendo tutti i beni alle chiese parrocchiali. Le leggi napoleoniche non ammisero le confraternite del Santissimo Sacramento, dove tali leggi furono applicate alle confraternite fu confiscato il loro patrimonio.
Le legislazione italiana fu contraria fin dall'inizio alle confraternite come istituzione, difatti non le considerò come possibili enti religiosi, non considerando nemmeno quelle che non avessero un patrimonio immobiliare. La legge n. 753 del 3 agosto 1862 distingueva le confraternite che avevano scopo di beneficenza da quelle che avevano scopo di culto, le confraternite che facevano opere di beneficenza vanno sotto il controllo dell'autorità statale. La legge n. 3848 del 15 agosto 1867 sopprimeva gli enti ecclesiastici risparmiando però le confraternite che vennero considerate alla pari delle opere pie, quindi associazioni laiche. La n. 6972 del 17 luglio 1890, detta legge Crispi, confiscava a tutte le confraternite aventi scopo di culto tutti i beni che producevano ricchezza lasciando solo oratori e chiese, sopprimendo gli uffici di beneficenza e la congregazione di carità. La circolare n. 43 del 1899 da parte della Regia Prefettura di Genova imponeva alle casacce l'obbligo di tenere e redigere dei bilanci consuntivi e preventivi.
Durante il periodo fascista con il decreto n. 1276 del 28 giugno 1934 veniva conferita alle confraternite la personalità giuridica.
Nella seconda metà del XIX secolo si estinse la pratica dell'autoflagellazione, tuttavia se ne ha ancora qualche reminiscenza nella prima metà del Novecento, e ancora oggi a Tassarolo ne rimane traccia durante la processione del giovedì Santo.

### Una testimonianza d'età napoleonica
Tra il 1805-1808 soggiornò a Genova il doganiere Jacques Boucher, autore di numerose lettere alla propria famiglia in cui descrisse la città, il suo folclore, le tradizioni, la vita quotidiana. Molti i riferimenti alla religiosità dei genovesi, una religiosità a suo avviso «particolare». A colpire la sua attenzione fu soprattutto la processione delle Casacce:
«Che paese eccezionale è questo! – scriveva estasiato al padre il 7 maggio 1806 – Ho appena visto la processione delle cosacies (…) che in genovese si pronuncia cosaches, sono uomini di ogni condizione riuniti in confraternita. Indossano un mantello con cappuccio, con due fori per gli occhi, che li copre integralmente». 
Egli poi scrive che i penitenti «portano delle croci così lunghe e così pesanti che, per mantenerle dritte, devono tenerle in equilibrio, con l’aiuto di una cinghia o di un supporto simile a quelli usati dai portabandiera». I più forti ed allenati tra questi “cristezanti” riescono addirittura a compiere straordinarie acrobazie, con corse, arresti improvvisi, giravolte repentine e persino passi di danza: «Ogni tanto, per esempio, sostengono la croce, appoggiandola sull’addome, con una mano sola, sempre mantenendola in equilibrio, come farebbe un equilibrista che tiene sulla punta del naso la piuma di un pavone».

### Età contemporanea

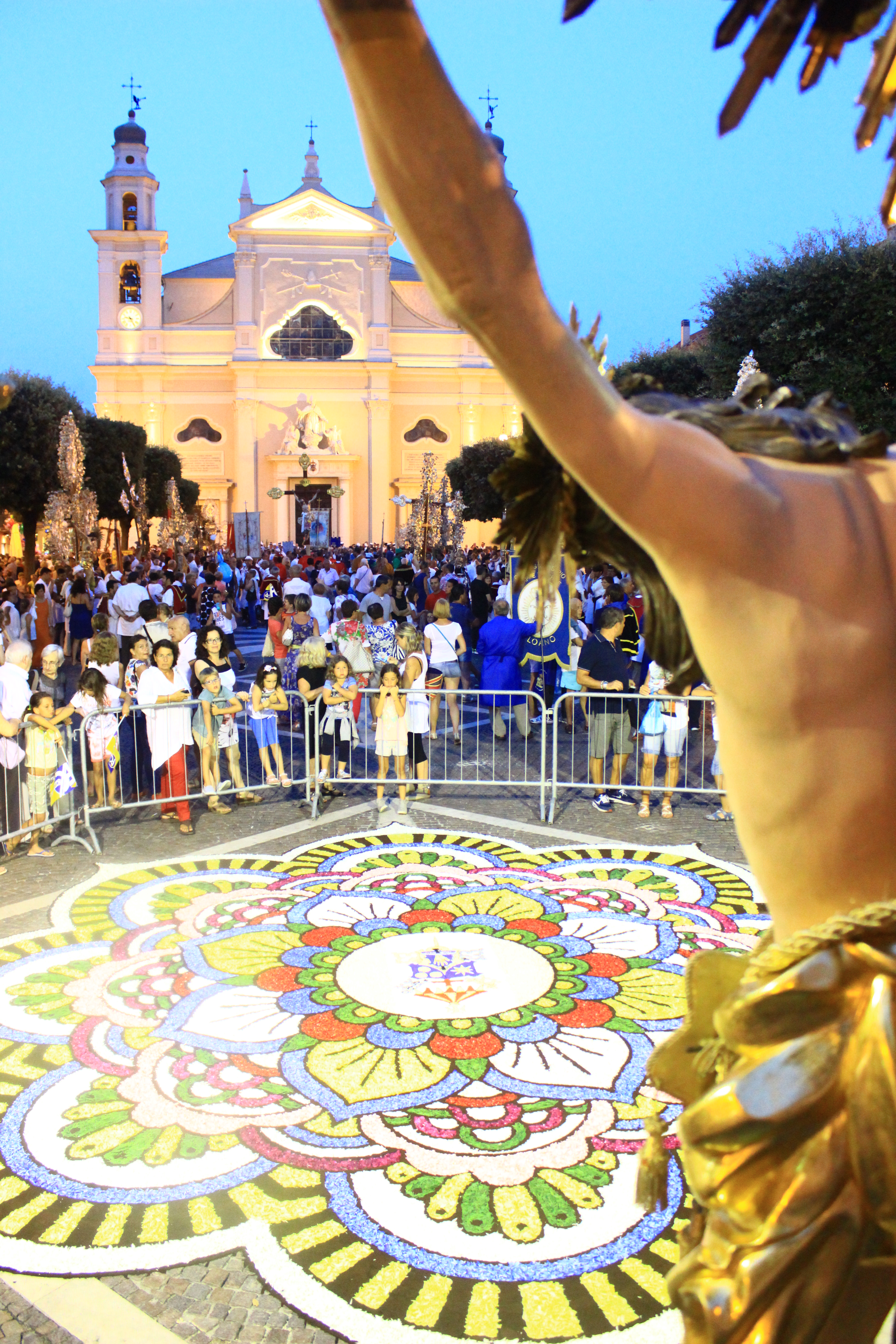
Processione a Pietra Ligure 8 luglio 2015

Come ogni altra organizzazione ecclesiastica, anche le confraternite liguri affrontano periodi di difficoltà nel dopoguerra, e alcune di queste spariscono e vengono chiuse. Tuttavia, il fervore e il ricordo delle vecchie tradizioni resta nella mente di molti, e confraternite chiuse ormai da decenni vengono riaperte da pochi credenti, che riescono a risollevarne le sorti, riuscendo a raggruppare nuovamente i fedeli e a riaprire gli oratori. Altre realtà sono aiutate da confratelli non appartenenti alla confraternita che si prodigano per mantenere vive le tradizioni.
Ai nostri giorni le confraternite attive sono molteplici, e le antiche tradizioni di portare il Cristo non si sono perse, dovendo tuttavia fare i conti con la scarsità di nuove leve. Per riuscire a mantenere vive le tradizioni di tutti gli oratori, i portatori di Cristo, fanno squadra: si uniscono più confratelli di diversi oratori per far uscire i crocifissi nelle processioni, che altrimenti resterebbero chiusi negli oratori per mancanza di persone.
Nel 1939 venne organizzato una grande mostra delle casacce nella Chiesa di Sant'Agostino facendo rispolverare molti vestiti antichi e realizzando una prima bibliografia su questo movimento. In quest occasione è stato organizzato un primo incontro tra alcuni priori con il fine di creare un sovraorganismo diocesano che potesse coordinare il lavoro delle confraternite. Ma nulla accadde fino al 1946, quando il 10 marzo nell'oratorio della Anime, in via San Vincenzo, si riunirono una trentina di rappresentanti delle confraternite della diocesi di Genova al quale si demandi il compito di riunire in federazione tutte le Confraternite. In tale riunione si discusse degli oratori danneggiati durante la guerra, di creare un comitato con carattere giuridico dato dall'autorità ecclesiastica, iniziare un percorso comune di creare uno Statuto unico ma dove ogni confraternita potesse mantenere le proprie tradizioni e prerogative, utilizzare la stampa per promuovere le attività. Si diede mandato a Enrico Bodoano come presidente, Giuseppe Casareto come segretario e Giacomo Canevello, Giuseppe Carenini e Giacomo Parodi come consultori. Si chiese anche alla Chiesa di designare don Luigi Parodi come assistente delle confraternite. Si successero alcune riunioni e venne deciso il nome di Consulta Diocesana Confraternite Genova, di nominare dei delegati di zona per assistere le confraternite, si coordinavano attività comuni come la presenza alla cerimonia di insediamento del nuovo Arcivescovo o alla processione del Corpus Domini.
Giuseppe Casareto diventa Segretario Generale delle confraternite ligure che in occasione del raduno delle Confraternite del 1989 a La Spezia rilascia l'intervista nel quale riesce a spiegare al meglio il mondo delle casacce liguri:
Siamo anche tra il sacro e il profano, perché il portatore di Cristo si può anche definire un atleta, che ha il suo valore, perquanto ad esempio il valore di Maradona è in una campo, il valore dei nostri cristezanti non è da meno nelle processioni. Il ballare dei crocifissi si lega al portare le stesse croci, fa parte della fatica, perché con la musica ballando si riesce meglio, tanto che se vieni a Varazze per portare la cassa (di San Bartolomeo) ci vogliono due bande, una che si metta dietro e una che si metta davanti; c'è chi ci vede prendere in giro il Santo, ma invece è l'affermazione di quella gente che è giuliva di essere sotto quel peso, e di portare il Cristo, lo portano in processione, in maniera allegra, per farlo vedere anche a quelli che non lo vorrebbero vedere, ed hanno un valore altissimo. Questi ragazzi, sono ragazzi validi, perché se fossero dei perdigiorno, non porterebbero il crocifisso»

In questi anni si succedettero eventi vari, dai quali uscì che le confraternite attive erano 24 a Genova e 143 nel territorio della diocesi di Genova, con la media di 200 iscritti per ogni confraternita. Nel 1957 si decise di fare il primo grande raduno delle confraternite.

### La tradizione dei cristezanti in Argentina
Alla fine del XIX secolo, i numerosi immigrati genovesi che arrivarono in Argentina portarono la tradizione dei cristezanti alle nuove chiese che fondarono. Prima a Buenos Aires e poi all'inizio del XX secolo, si stabilirono a Rosario e Arroyo Seco, entrambe città della provincia di Santa Fe.
I primi crocifissi furono quelli della chiesa di Mater Misericordiae (1870) e della chiesa di San Giovanni Evangelista, nella città di Buenos Aires. 
A Rosario gli immigrati decisero di costruire un tempio in onore della venerata Madonna della Guardia: i lavori ebbero inizio il 22 novembre 1908, e volendo perpetuare la tradizione dei cristezanti, assemblarono una croce, semplice, senza i tipici ornamenti artistici metallici ("canti"),che venne portato in processione fino alla fine del 1980. Nel 1925 fu deciso di importare da Genova un crocifisso con "canti", in legno massiccio e impiallacciatura di alpaca con rilievi artistici: il sole eucaristico, il grano e l'uva, che rappresentano Gesù nell'Eucaristia, il pane e il vino che saranno poi il corpo e il sangue di Cristo, un Cristo vivo, risorto.  . Il 13 settembre di quest'anno (2025), il Crocifisso celebrerà 100 anni dalla sua prima processione. Il gruppo Cristezzanti di Rosario celebra durante tutto l'anno il centenario della sua seconda croce. Il gruppo è attivo da 116 anni.
La chiesa dell'Assunzione di Maria (Arroyo Seco), decise anch'essa di continuare la tradizione dei cristezanti e armare il Cristo degli specchi (1920). Nel 2001 hanno ricevuto un nuovo crocifisso, più grande, più pesante e artistico.Nel 2023 verrà realizzata una replica del Cristo degli Specchi, più pesante dell'originale (vecchio di 105 anni), per sostituire quella del 1920. La squadra cittadina "Arroyo Seco" è la più numerosa dell'Argentina.
Nel luglio 1948, un nuovo crocifisso, il Cristo d'argento, il più pesante finora, del peso di 125 kg, arriva alla chiesa della Madonna di Montallegro (Buenos Aires).
Nel 2004 la chiesa italiana Mater Misericordiae ha ottenuto un nuovo crocifisso genovese, in questo caso Gesù Cristo sta morendo, mentre tutti gli altri che esistono nel Paese sono già morti in croce. Questa croce è stata l'ultima realizzata in Argentina.
Anni dopo, nella parrocchia della "Madonna de Montallegro", viene creato un gruppo di "cristezanti" juniores, con una croce di dimensioni e peso minori (circa la metà delle croci normali), questa croce è simile ai due crocifissi della Mater misericordiae; il legno e le estremità artistiche sono uguali alla prima croce portata in Argentina, e l'immagine di Cristo è uguale all'ultima realizzata nel 2004.

## Raduni delle casacce
Le confraternite si riuniscono annualmente per un pellegrinaggio di preghiera, che può coincidere con Raduno nazionale delle confraternite, oppure ogni regione ecclesiastica fa il suo, che nel caso delle casacce, coincide con quello organizzato dalla Regione ecclesiastica Liguria. Ogni diocesi organizza anch'esso il suo raduno delle confraternite, dove per alcune diocesi è itinerante, con ogni anno una diversa confraternita che organizza il raduno, oppure fisso dove si fa sempre nello stesso luogo.
Nel corso degli anni sono stati organizzate a:
- 1957, Santuario di Vicoforte, Mondovì;
- 1958, Santuario di N,S, di Caravaggio;
- 1959, coincide con quello nazionale a Lucca;
- 1960, coincide con quello nazionale a Roma organizzato da Papa Giovanni XXIII;
- 1961, coincide con quello nazionale a Torino;

- 1962, coincide con quello nazionale a Pavia;

- 1963, coincide con quello nazionale a Sotto il Monte;

- 1964, coincide con quello nazionale a Pisa;

- 1965, coincide con quello nazionale a Como;
- 1971, Bologna;
- 1978, Siena;
- 1979, Milano;
- 1980, Montecatini;
- 1981, San Damiano d'Asti;
- 1983, Cuneo;
- 1984, Roma;
- 1998, Imperia;
- 2003, coincide con quello nazionale a Bergamo;

- 2004, Genova;
- 2006, Loano;
- 2011, Masone;
- 2014, Sestri Levante;
- 2016, Lerici;
- 2017, Varazze;
- 2018, coincide con quello nazionale di Milano
- 2019, Brugnato;
- 2020, Ovada (sospeso per la pandemia Covid-19);

La proposta e l'organizzazione aspetta al Priorato Ligure delle Confraternite, associazione che si occupa di riunire e coordinare i vari priorati delle singole diocesi liguri.

## L'organizzazione
Le casacce, come le confraternite appartenenti alla Chiesa cattolica, sono organizzazioni gerarchiche direttamente sottoposte al controllo del Vescovo della diocesi di appartenenza. Ogni confraternita ha un sacerdote con funzione di guida spirituale; nonché come interlocutore tra la comunità parrocchiale e la confraternita stessa; questo ne segue i riti e può partecipare alle riunioni.
Solitamente la Confraternita vive e gestisce un edificio chiamato Oratorio, ossia una luogo sacro dipendente dalla parrocchia dove ha sede ed all'interno del quale si celebrano funzioni religiose.
Solitamente la Confraternita vive e gestisce un Sacro edificio chiamato Oratorio, ossia una Chiesa dipendente dalla parrocchia dove ha sede ed all'interno del quale si celebrano funzioni religiose.
L'organizzazione interna della confraternita viene gestita da un consiglio eletto democraticamente da tutti gli iscritti con diritto di voto, generalmente formato da:
- Un Priore, a capo della confraternita a cui i confratelli debbono obbedienza. Nel corso delle funzioni solenni indossa un tabarro con ricami in oro o argento e porta il pastorale ossia un bastone con la statua del Santo titolare dell'Oratorio;
- Un Vice-priore, che sostituisce il priore in caso di assenza;
- Tesoriere, con il compito di gestire la parte fiscale;
- Un segretario, con il compito gestire la parte amministrativa e redigere i verbali delle riunioni, tenere aggiornati e di redigere tutti i libri, quali quello dei confratelli, delle riunioni, ecc.;
- Il Maestro dei Novizi, figura importante data solitamente ad un confratello anziano che segue e cura l'istruzione dei giovani per prepararli al loro ingresso dopo il periodo di noviziato;
- un adeguato numero di consiglieri (solitamente da 3 a 7), ognuno dei quali ha una particolare delega interna (capo squadra portatori, mantenimento Oratorio, Capo cantori, ecc.);

In caso di violazioni o mancanze da parte del Consiglio, il vescovo se lo ritiene opportuno può decidere di commissariare la confraternita, mettendo una persona di sua fiducia ad amministrare e controllare le attività sia burocratiche che religiose della confraternita.
I confratelli sono tutti uguali ed hanno tutti diritto di parola nelle assemblee. Durante le processioni si devono posizionare secondo un ordine ben stabilito: nella parte più avanzata dovranno stare coloro che ne portano le insegne, come stendardi o gonfaloni, dietro questo seguono i novizi e i confratelli dai più giovani ai più anziani, quindi i Cristi, ossia gli artistici crocifissi processionali, anche questi con davanti gli stramuôei, cioè coloro impegnati a cambiare il crocifisso e dietro i camalli con il compito di darsi il cambio per portare la croce, dopodiché i membri del Consiglio dai consiglieri fino al Priore che porta la mazza pastorale con le insegne del titolare dell'Oratorio e della Confraternita.

### Il noviziato e la vestizione
Le persone che si avvicinano alla confraternita devono fare un periodo di noviziato solitamente della durata di un anno, durante il quale il novizio, seguito dal Maestro dei Novizi deve partecipare alle attività della confraternita e a un cammino di catechesi, al termine del periodo con il nulla osta del Maestro che lo ha seguito entra a farne parte. Nel corso di una particolare funzione al novizio viene consegnata la cappa benedetta dal sacerdote. Con la vestizione avrà parte attiva e passiva nella confraternita ossia potrà votare ed essere votato, parteciperà alle funzioni sedendo nell'apposito scranno del coro e potrà vestire le insegne della confraternita.

## Divisa
L'abbigliamento di un confratello durante le funzioni religiose e le processioni è costituito da diversi indumenti caratteristici: la cappa e il "cordone" sono i fondamentali, può indossare anche il tabarino e se l'occasione lo ritiene anche la buffa. Se il confratello è un cristante indosserà anche il crocco, ed la buffa può essere usato come copricapo con il quale il cristante appoggia, o fa appoggiare, la croce alla testa.

### La cappa
Il vestiario dei confratelli è caratterizzato dalla cappa, cioè una tunica che dalle spalle arriva sotto il ginocchio. Le antiche Confraternite discendenti dai movimenti dei Disciplinanti si distinguevano per avere sulla schiena un'apertura che serviva per l'auto-flagellazione sulla schiena, pratica di penitenza della quale si è perso l'uso dalla fine del XVIII secolo.
In vita viene legato un cordone o cingolo per chiudere la cappa. La cappa distingue la confraternita, il colore è importante:
- Bianco: attribuita ai Bianchi di Provenza;
- Rosso: dovuta a San Filippo Neri dopo la fondazione della confraternita della SS Trinità dei Pellegrini, simboleggia la dottrina cristiana;
- Azzurro o celeste: dell'ordine Domenicano alle confraternite del SS Rosario;
- Nero: per le confraternite il cui scopo principale erano le opere di misericordia legate all'assistenza ai condannati a morte, alla sepoltura dei poveri ed al loro suffragio, dette della Misericordia o "dell'Orazione e Morte";
- Ceruleo: alla Madonna;
- Bianco con croce rosso-azzurra: sono quelle dei trinitari che si occupavano del riscatto degli schiavi;
- Marrone: per le confraternite legate ai Carmelitani.

### Il tabarino
Il tabarino è un mantello corto legato sulle spalle dei confratelli, anch'esso colorato e ricamato. L'importanza di questo elemento è dovuta al fatto che esso permette di distinguere le gerarchie nella confraternita, sono ricamate spesso delle strisce in tessuto dorato o argentato in rialzo, se queste sono doppie esse rappresentato il comando, cioè il priore, che può anche essere caratterizzato da un'impronta, cioè un medaglione o un ricamo particolare.

### La buffa
La buffa è il caratteristico cappuccio triangolare con due fori per gli occhi, un tempo veniva portato sul volto calato durante le processioni di penitenza, oggi indossato più raramente oppure raccolto sul capo. La sua funzione era quella di garantire l'anonimato a chi compiva atti di devozione, oggi viene usato nel corso delle processioni della settimana Santa dalle Confraternite dei neri dell'Orazione e Morte e anche dagli Oratori di Disciplinanti.

### Il Crocco
Il camallo indossa un'imbragatura speciale in cuoio fatta a mano, chiamata crocco: è composto da 3 strisce di cuoio che si vanno ad ancorare come le bretelle ad una cintura; su questa è presente un bicchiere di ferro o acciaio foderato in cuoio, dove all'interno può essere messo un pezzo di gomma per limitare lo scivolamento del perno basso della croce. Il crocco è realizzato a mano da esperti e rari artigiani. Per garantire l'elasticità del cuoio, durante il periodo invernale, dove le processioni sono di meno, lo si ricopre di olio di mandorla o di grasso di foca, lasciando il tempo necessario perché venga assorbito dal cuoio, circa una settimana. Il peso è di circa 4–5 kg. Alcuni camalli decidono di attaccare al proprio crocco un'insegna religiosa, come una medaglietta, un santino o una resta, cioè una collana di nocciole benedetta.

## Cristezanti

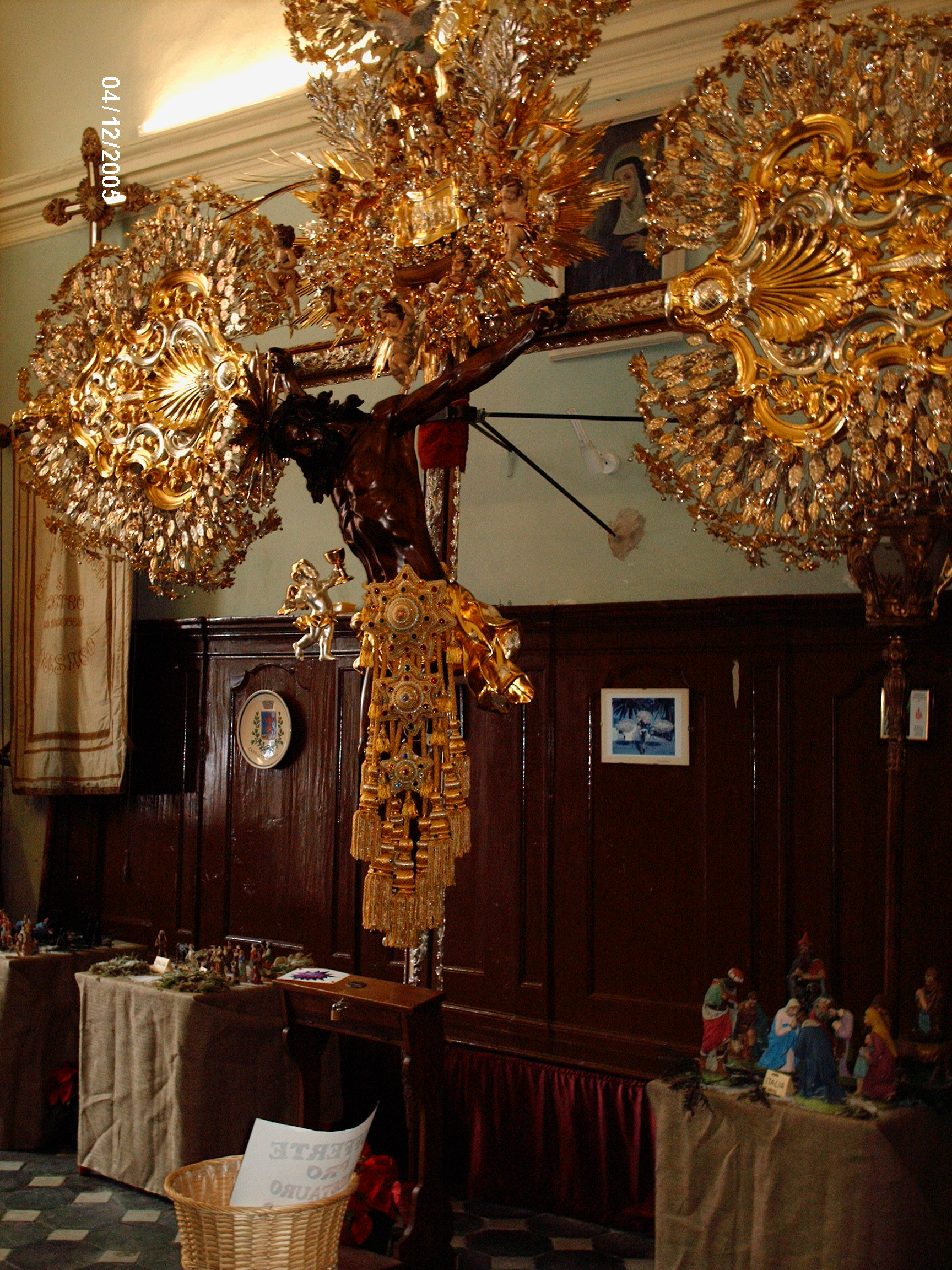
Cristo Moro nell'oratorio di Boissano

I cristezanti sono coloro che portano il cristo, la loro funzione principale all'interno della confraternita è quella di occuparsi di portare il crocifisso della confraternita ed insegnare ai giovani tutte le pratiche per portarlo. I cristezante può essere lo stramôôu (oppure strameoei italianizzati in stramui) o il camallo. Per tutto il tragitto della processione i cristezanti trasportano in equilibrio i crociffisi della confraternita. Localmente, gli artistici crociffissi processionali, vengono chiamati Cristi. Nell'ordine processionale i cristezanti sono subito dopo le insegne; sono più vicini al cristo gli stramôei, subito dietro, tranne il camallo che nel momento porta il cristo, si dispongono i camalli, ordinati su due file; ma visto l'impegno e il coordinamento che richiede portare alcuni crocifissi, possono essere disposti in maniera quasi disordinata.
I crocifissi si classificano in base al peso (non sempre certo) ed alle dimensioni:
- Piccoli: dai 30 ai 80 kg
- Mezzani: da 80 a 110 kg
- Grosso: dai 110 kg in su

Il crocifisso più pesante attualmente in attività è il moro della Ruta di Camogli (conosciuto anche come il Mignanego) del peso stimato di oltre 180 kg. Per poter mantenere e i migliorare le proprie capacità di cristezante, i confratelli si riuniscono nei propri oratori, o in quelli di altri, per provare i crocifissi almeno una volta o più a settimana durante tutto il periodo dell'anno. Se la forza può aiutare il cristezante, questa da sola non basta, si deve apprendere una grande capacità di equilibrio, una buona tecnica, tanto spirito di devozione e sacrificio, che dipende molto dalla fede che uno possiede, oltre che la passione con la quale uno diventa e si impegna ad essere un cristezante. Si inizia solitamente in età adolescenziale, cioè intorno ai 15 anni, anche se alcuni anche da bambini; l'esperienza di cristezante non ha termine, anche se la tarda età sopraggiunge, i vecchi cristezanti seguono la processione e la vita della confraternita. Non è raro trovare in processione un cristezante con più di 70 anni. Anche se i cristenzanti sono per lo più uomini, alcune donne seguono attivamente le processioni in veste di camallo o di stramôôu.
Durante il periodo estivo, si ha lo svolgersi di un'intensa stagione di processioni, a cui il cristezante partecipa, almeno una per settimana, ma anche due o più al giorno. ci sono alcune festività dove il sentimento è maggiore di altri e la partecipazione è maggiore, esempio ne sono i raduni diocesani o nazionali. Ed anche mondiali; i molti emigranti liguri in Argentina,  hanno fondato confraternite ed oratori, che ancora oggi esistono e portano avanti le tradizioni dei loro nonni.
Il fatto che i cristi vengano portati rivolti all'indietro ha origine da un privilegio concesso da Papa Pio V (Michele Ghisleri da Bosco Marengo) canonizzato nel 1723. Il Pontefice al termine della vittoriosa battaglia di Lepanto avvenuto il 5 ottobre del 1571 concesse ai liguri di poter issare il crocefisso con l'immagine voltata all'indietro. Questo perché nel corso della battaglia navale tutti i crocefissi che erano issati sulla prua delle galee genovesi vennero voltati all'indietro affinché il sacro legno non venisse visto dagli infedeli e fosse ispiratore di coraggio e infondesse la forza per poter vincere nelle truppe cristiane. In realtà esiste anche una motivazione pratica per tale orientamento, ovvero l'immagine rivolta al portatore garantisce un migliore controllo ed equilibrio al portatore stesso, in quanto il peso è rivolto verso di sé. Questo vale soprattutto per i crocifissi di medio-grande dimensione.

### Il Camallo

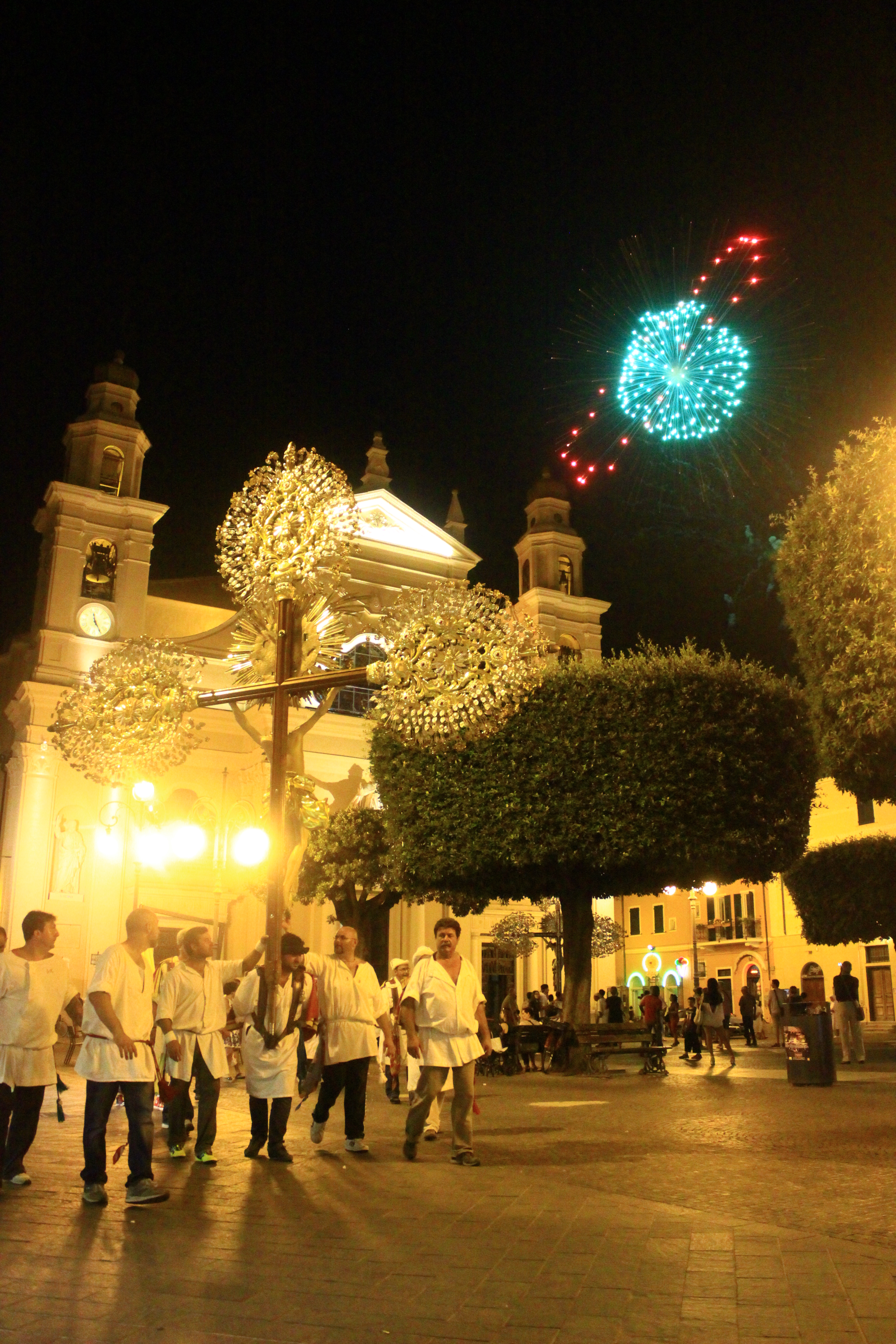
Processione del 8 Luglio 2015 a Pietra Ligure nella sua parte finale con i fuochi d0artificio, con il crocifisso della confraternita di Santa Catarina di Pietra Ligure

Il camallo o pourtou è colui che porta il crocifisso in equilibrio. Il termine probabilmente deriva dai portatori di Cristo del porto di Genova, i portuali che caricavano o scaricavano navi venivano chiamati i camalli del porto, difatti le confraternite con crocifissi più antichi appartengono proprio alle zone più vicine al porto antico. Il camallo prende il cristo dallo stramôôu e lo porta finché non comincia a sentire la stanchezza, quindi chiama uno stramôôu che possa trasportare il cristo ad un altro camallo. Il fatto che i camalli più esperti portano il cristo senza toccarlo con le mani lo si deve all'esperienza, oltre a garantire un migliore bilanciamento.
I crocifissi possono essere portati dal camallo in diverso modo, in primis se si appoggia sulla spalla destra o sulla spalla sinistra, inoltre a seconda delle preferenze del camallo e del posto in cui lo si porta, lo si può portare di taglio, di mezzacosta o di piatto.
I "portoei" e gli "stramoei" "chiamano" il cambio del crocifisso con l'espressione dialettale ligure "vegni" (vieni), a volte contratta in "ve'", o col più arcaico "vegna", per richiamare il "purtou" o lo "stramuou" di turno a fare il cambio.
Pratica usuale (anche se deprecata più volte anche con documenti ufficiali per la sua pericolosità) soprattutto nel Genovesato è quella di far "ballare" i cristi al termine delle processioni al suono della banda. Questo ballo, fatto dai cristezanti più abili di solito con il crocifisso più grande della confraternita "di casa", consiste nel girare in tondo (in dialetto "fare la rionda") e far oscillare il crocifisso a tempo di musica ed è grande prova di abilità, forza ed equilibrio da parte del cristezante. Più difficile ancora (e ciò viene fatto solo da pochissimi cristezanti) è il "ballo" fatto ruotando su sé stessi ("elica") con il crocifisso in crocco.

### Lo stramôôu

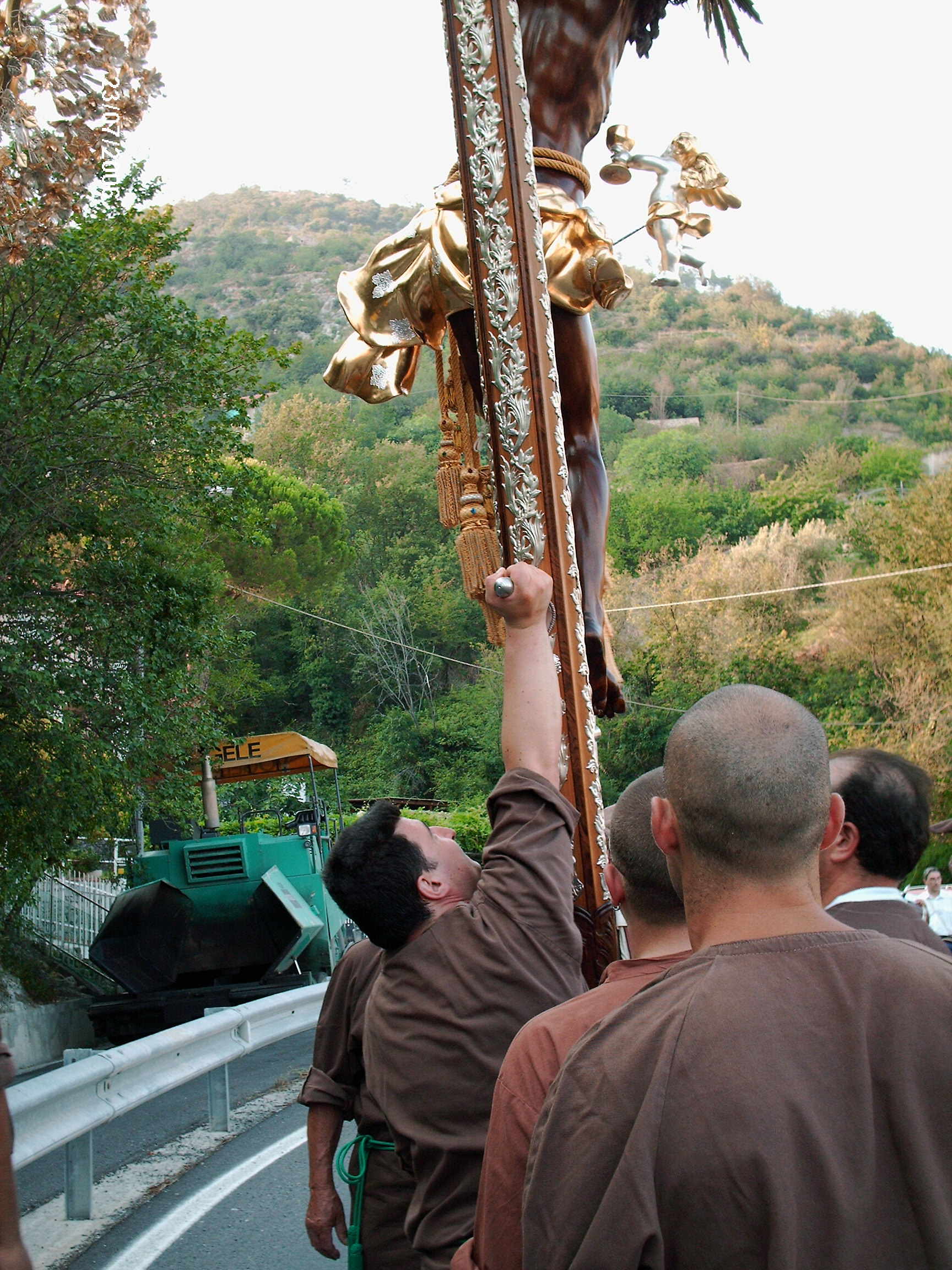
Lo stramôôu che si accinge a fare la sua parte durante una processione

Pronunciabile stramuo indossa la sola cappa legata in vita da un cordone che può avere i colori della confraternita o del tabarino. Al cordone è legato un fazzoletto che serve per asciugarsi le mani dal sudore che potrebbe essere un nemico di una salda tenuta del cristo durante la fase di cambio del camallo. Afferra il mantinente, cioè un manico di acciaio incastrato ortogonalmente alla croce all'altezza dei piedi dell'immagine, a circa 120 cm di altezza da terra. Nella fase di cambio lo stramuo si avvicina al camallo, quando questo sente che la croce è in equilibrio si distacca un poco in quell'istante lo stramuo si avvicina afferrando con la mano principale il mantinente e con l'altra il pessin (la parte finale della croce verso terra), tenendolo in equilibrio sulle sue braccia.

## Produzione artistica e cultura
Sotto il profilo della produzione artistica derivata dalla formazione delle Casacce, va detto che nel periodo di massimo splendore essa era articolata essenzialmente nella produzione di casse, argenti e vesti. Trascorso un periodo di conflitto in termini giurisdizionali fra Chiesa cattolica e Repubblica di Genova, lo stato di crisi dell'istituzione si fece più acuto dopo la rivoluzione francese con la requisizione, a partire dal 1798, dei preziosi di chiese, conventi e oratori.
Soppresse dal governo francese nel 1811, le Casacce poterono ricostituirsi solo tre anni dopo con l'annessione della Liguria al Piemonte, per riprendere così la produzione di nuovi manufatti. Contestualmente, poterono riprendere le processioni. Le antiche e secolari Casacce furono definitivamente sciolte poi con la riorganizzazione urbanistica di Genova avvenuta nella seconda metà dell'Ottocento.
Tra i maggiori artisti di statue per gli artistici crocifissi c'è Domenico Bissone, autore di alcuni dei più antichi crocifissi processionali di grandi dimensioni, tra cui il più famoso, il Cristo delle Fucine, appartenente alla Confraternita di S. Giacomo delle Fucine e attualmente conservato presso l'Oratorio di Sant'Antonio Abate (Genova) detto della Marina; il figlio di Domenico Giambattista; Anton Maria Maragliano, che ha prodotto anche molte statue processionali, Pasquale Navone e nella metà del XIX secolo è molto laborioso lo scultore savonese Antonio Brilla.
In età contemporanea, si ha ancora una grande produzione di sculture sacra, sia di statue del Cristo che altre. Tra gli artisti più apprezzati e di maggior produzione, si cita di Ezio Garbarino.

### La poesia
Esistono alcuni testi di artisti che parlano del grande spettacolo precessionale delle casacce. Tra queste, all'inizio dell'Ottocento c'è lo scrittore Martin Piaggio, appartenente alla casaccia dell'oratorio delle Fucine di Genova.
ôh che immâgine mai bella

a l'inspira divuziùn

nu ghe n'è atra cumme quella

cuscì fèta a perfeziùn

se cunusce da luntàn

qu l'è u Segnù de Maraggiàn

Crùxe d'ébanu fascià

in' argentu travaggià

cun belliscimi recàmi

a-rebighi e cum feoggiàmi

Canti grendi e strappiccànti

ben louè ricchi eleganti

miè-che titulu graziùsu

delicòu e deliziùsu

nu gh'è scagge da pagàlu

né ciù bellu se peo fàlu

Che bravissimi purtùei

d'è in po a mente fan piaxèi

sun malemmi che a ghe fümma

pà che arézen i n'a ciûmma

Che equilibriu e agilitè

van se ferman e poi ciantè

staièvan lì pe n'a giurnà

oh che immagine bellissima

ispira devozione

non ce n'è un'altra come questa

così fatta a perfezione

si riconosce da lontano

che è il Cristo di Maragliano

Croce d'ebano fasciata

in argento lavorata

con bellissimi ricami

a volute e con fogliami

Canti grandi e strepitanti

ben lavorati ricchi eleganti

guarda che titolo grazioso

delicato e delizioso

non c'è nulla per pagarlo

ne più bello si può farlo

Che bravissimi portatori

fateci caso fan piacere

sono ragazzacci che gli fuma

sembra che reggano una piuma

che equilibrio e agilità

vanno si fermano e poi piantati

starebbero lì per una giornata

senza manco battere ciglio»
(Poesia di Martin Piaggio)

## Tempi moderni
Di molte delle antiche e numerose confraternite liguri rimane solamente traccia nella memoria o nelle architetture, come molte oratori ormai dismessi e trasformati a uso civile. Nel centro di Genova molti oratori sono stati chiusi, tuttavia parte dei loro beni, come gli artistici crocifissi, rimangono a disposizione delle altre confraternite, che per devozione possono chiedere il permesso di portare in processione le casse processionali o i maestosi crocifissi.
Alle Casacce è intitolata una via del capoluogo ligure, via delle Casaccie, situata nel quartiere centrale di Piccapietra.
Scriveva Federico Donaver nel suo Vie di Genova (1912) riguardo a questa via:
Nel 1972 viene finanziato dalla fondazione Carige una ricerca sulle casacce che ha portato alla realizzazione dell'omonimo libro, considerato da molti la più grande produzione sul mondo delle confraternite liguri attuali e passate. Alla fine della sua ricerca Fausta Franchini Guelfi scriverà:
Nel 2004, in occasione dell'anno in cui Genova è stata Capitale Europea della Cultura fu scritto un testo Portatori di Cristo, con alcune interviste riguardante il tema attuale delle confraternite.
Il presidente della Provincia di Genova, Alessandro Repetto, scrisse:
Nella stessa occasione, l'allora cardinale arcivescovo di Genova Tarcisio Bertone scrisse: